# Barbara Suckfüll
Barbara Suckfüll (* 12. Februar 1857 in  Gemeinfeld; † nach 1934) war eine deutsche Bäuerin und Zeichnerin, die 1907 in einer psychiatrischen Klinik zu malen und schreiben begann. Sie wird der Art brut zugerechnet.

## Leben
Barbara Suckfüll lebte mit ihrem Mann in einem kleinen Dorf in Unterfranken als Bäuerin, galt als umsichtig und fleißig. Sie bekam sieben Kinder, wovon zwei starben. Danach änderte sich ihr Verhalten, sie arbeitete unregelmäßig und wirkte unruhig. Später schrie sie, tobte und hörte Stimmen; im Verlaufe wurde sie zunehmend aggressiv. Aber erst als sie „gemeingefährlich“ erschien, wurde sie von der Polizei im Jahr 1907 in die Landes-Irren-Anstalt Werneck gebracht. Den von ihr wahrgenommenen Stimmen „wie aus einem Telefon“ konnte sie sich nicht entziehen, selbst wenn sie ihre Ohren zuhielt. Sie diktierten ihr Befehle zu schreien, zu fluchen, zu laufen und auch zu schreiben und zu zeichnen. Daneben befahlen die Stimmen ihr auch, andere Menschen zu schlagen und zu quälen. Dem wurde in der Anstalt mit Dauerbädern und Isolation von anderen Menschen begegnet. In ihrer zwangsweise abgesonderten Position begann sie zu zeichnen und zu schreiben was die Stimmen ihr diktierten.
In ihrer erhaltenen Krankenakte wird langjährig von ihrem „aufsässigen, »gänzlich unbelehrbaren« und widerständigen Wesen“ berichtet. So bestand sie darauf, statt der ihr verhassten Anstaltskleidung ihre eigenen verschlissenen Kleider und schwarzen Strümpfe zu tragen, verweigerte das Wechseln der Leibwäsche und gab auch „die ihr zugeteilte Bettwäsche empört zurück“. „Stille konnte sie nicht ertragen, und so füllte Barbara Suckfülls lauter Gesang schon am frühen Morgen die Anstaltszimmer“. Sie erging sich in Hasstiraden gegen das Pflegepersonal, zorniger Kritik über das Anstaltsleben und lauten Forderungen nach besserem Essen.
Ab 1920 wurde sie ruhiger in ihrem Verhalten und arbeitete in der Suppenküche, nun nicht mehr isoliert von den anderen Insassinnen. Bis 1927 stellte Suckfüll ihre zeichnerische Arbeit ein. 1928 wurde sie, nachdem sie sich mehr und mehr beruhigt hatte und als ausgeglichen galt, „zur äußeren Fürsorge“ in ihren Heimatort entlassen. Sie lebte dann unter Aufsicht einer Krankenschwester in der Kinderbewahranstalt St. Johannis. Über das genaue Todesdatum ist nichts bekannt. Bis 1934 war sie in Gemeinfeld nachweisbar, ein Arzt notierte im Jahr 1934, „dass sie jetzt ihren Frieden mit sich gefunden hat“.

## Werk

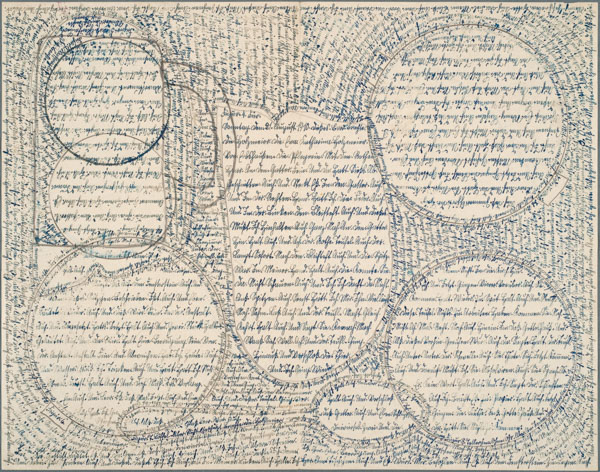
Ohne Titel, 1910

In der Anstalt begann sie kurz nach ihrer Einweisung zu zeichnen und auch zu schreiben; bis zu vier Seiten pro Tag verfasste sie von ihr als Conzeptpapier bezeichnete Blätter, die ihr nach ihrer Vorstellung von Stimmen diktiert wurden. Sie hatte die Eigenart, nach jedem Wort, das sie in Großschrift begann, einen Punkt zu setzen. Sie zeichnete Dinge des Alltags, z. B. Brot, Teller & Tasse, Besteck. Schriften und Zeichnungen hatten mitunter das gleiche Thema. Oftmals schrieb sie vom „»Rothen Teufel«, die Pflegerin, die ihr das Essen bringt: das Zehnuhrbrod, die Suppe, Grünkern, Saubohnen, Ochsenmaulsalat. »Einen. Tag. So. Schlecht. Wie. Den Andern.«“ 1912 hielt ein Arzt in ihrer Akte fest, sie „»Malt und zeichnet die Konturen ihres Essens, des Eßgeschirrs, schreibt dann das ganze Papier kreuz und quer voll, heftet die einzelnen Blätter zusammen und überreicht es dem Arzte. Sie glaubt, damit eine wertvolle Arbeit geleistet zu haben, verlangt auch […] eine hohe Geldsumme für dieses Arbeit.«“ Manchmal verwendete sie Kissenbezüge als Malgrund für ihre Zeichnungen. „Hans Prinzhorn sah in ihren Textblättern nicht mehr als »dekorative Spielerei«“.
„Die Arbeiten Barbara Suckfülls beeindrucken den Betrachter durch ihre überraschende ästhetische Spannung, die aus der Berührung und Verschmelzung von Text und zeichnerischer Mitteilung erwächst. […] Interessant ist, dass auch die moderne Kunst die Grenzen der einzelnen Medien auflöst und damit, die Verflechtung von Wort, Zeichen und Linie zu einer komplexeren ästhetischen Form als Ausdruck neu gefundener und empfundener Inhalte ermöglicht“.
Von den wenigen Blättern, die erhalten geblieben sind, werden elf Zeichnungen auf sieben Seiten, die vor dem Ersten Weltkrieg in der Anstalt Werneck entstanden waren, in der Sammlung Prinzhorn aufbewahrt und im Rahmen mehrerer Ausstellungen gezeigt:
- Text – Wahn – Sinn: Literarisches aus der Sammlung Prinzhorn. Museum Sammlung Prinzhorn Heidelberg 2009
- The Message. Das Medium als Künstler. Kunst und Okkultismus. Kunstmuseum Bochum 2008[10]
- Irre ist weiblich. Wanderausstellung: Sammlung Prinzhorn Heidelberg 2004, Altonaer Museum Hamburg 2005, Kunstmuseum des Schweizer Kantons Thurgau in der Kartause Ittingen in Warth 2005,[11] Muzeum Sztuki w Łodzi (Kunstmuseum Lódz) 2005/2006.
- Wunderhülsen & Willenskurven – Bücher, Hefte, Kalendarien aus der Sammlung Prinzhorn. Wanderausstellung: Sammlung Prinzhorn Heidelberg 2002, Stadtmuseum Jena 2002, Museum Dr. Guislain in Gent 2003/2004
- 2000: The Prinzhorn Collection: Traces upon the "Wunderblock". The Drawing Center, New York und Armand Hammer Museum of Art, Los Angeles[12][13]

Der Komponist Caspar Johannes Walter schuf 2001 mit Krumme Dinger I–III ein Werk für Trompete und fünf Singstimmen und bezieht sich mit seiner Arbeit auf Texte von Emma  Hauck  und Barbara Suckfüll. Der Künstler Peter Riek gestaltete 2008 im Rahmen eines Ausstellungsprojektes der Sammlung Prinzhorn eigene Zeichnungen und Räume zu Barbara Suckfüll.